# Vilariño das Poldras
Vilariño das Poldras es un lugar situado en la parroquia de Couso de Limia, del municipio español de Sandianes, en la provincia de Orense, Galicia.

## Historia
Vio pasar infinidad de culturas a lo largo de su historia (Suevos, Germanos, Visigodos, Árabes...) pero serán los Romanos los que dejan una clara muestra de su presencia.
Remontándonos a la historia más reciente, podemos decir que la mayor parte de las parroquias correspondían al antiguo término de Sandianes entre ellas la de Couso de Limia, a la que pertenece Villariño y estuvieron sometidas a los dominios del Duque de Río Seco, el cual gobernaba y administraba en propiedad bienes y tierras.
En el siglo XX, Villariño das Poldras, era regentado por una familia acomodada de la provincia, La Familia de los Marquina, esta familia fue vendiendo las tierras a la gente del pueblo y en la actualidad conserva en su propiedad un hermoso Pazo (Palacio o casa grande), el cual esta un poco abandonado pero hace 50 años era conocido por su hermosura como: Pazo do Xardín (Por la belleza de sus jardines) o Pazo do Penedo ubicado en un otero de peña con unas vistas maravillosas.

## Demografía
| Gráfica de evolución demográfica de Vilariño das Poldras entre 2000 y 2023 |
|                                                                            |
| Datos según el nomenclátor publicado por el INE.                           |

## Patrimonio histórico
- Miliario aparecido en el año 1995, en un lugar conocido como a "Gandra", testimonio del paso de la vía romana conocida como "Via Nova o vía nº XVIII del Itinerarium Antonio".
- Puente das Poldras, (hoy desaparecido) con 12 arcos, el cual fue restaurado en diferentes siglos, y en el cual se encontraba un miliario que delimitaba dos términos municipales. Cuando se desecó la Laguna de Antela se cometieron muchas barbaridades, las piedras de este Puente fueron utilizadas para la cementación del nuevo canal y para su muro de contención.

## La laguna de Antela
Villariño está situado cerca de la desaparecida Laguna de Antela o Lago Beón (desecada por el año 1959), una de las lagunas más importantes de la península ibérica en aquella época, ocupando en toda su extensión unos 42 km. cuadrados (en ciertos lugares tenía hasta 6 km de ancho por unos 7 km de largo) su profundidad variaba según la estación del año y estaba llena de matices y contrastes paisajísticos.
La devastadora forma de realizar esta desecación, unida al mal planteamiento en la realización de la concentración parcelaria, han dejado en la actualidad unos paisajes curiosos derivados de la explotación arenera Os Charcos o Pantanos.